# 立石めぐみ
立石 めぐみ（たていし めぐみ、10月15日 - ）は、日本の女性声優。以前はアズリードカンパニーに所属していた。

## 出演
太字はメインキャラクター。

### テレビアニメ
- サークレット・プリンセス（2019年、飯田霞[2]）

### OVA
- ネコぱらOVA（2017年 - 2018年、ココナツ）

### Webアニメ
- ホリデイラブ 〜夫婦間恋愛〜（2018年、高森杏寿）

### ゲーム
- Diary
- ひとふた奇譚
- NOISE―voice of snow―（2011年、ローズ）
- ましろ色シンフォニー *mutsu-no-hana（2011年）
- ノーブルリージュ!（2011年、キルシュ）
- 彼女はオレからはなれない（2014年、敷波真澄[3]）
- 越えざるは紅い花〜大河は未来を紡ぐ〜（2014年、ナァラ[4]）
- 果つることなき未来ヨリ（2015年、ドーリス[5]）
- 天涯ニ舞ウ、粋ナ花（2018年）
- 異世界酒場のセクステット 〜Vol.1 New World Days〜（2020年、ベロニカ[6]）
- ジンキ・リザレクション（2021年、メシェイル・イ・ハーン[7]）
- 薔薇と椿 〜お豪華絢爛版〜（2023年、ビンタ座の星子、諏訪クロ江、フレイヤ）
- 八剱伝Switch版（2024年、芝山銀花[8]）

### 吹き替え
- テロ、ライブ（2015年、ジス〈キム・ソジン〉）
- ムカデ人間3（2015年、デイジー〈ブリー・オルソン〉）